# Enzo Sanga
Pour les articles homonymes, voir Sanga.

a Compétitions nationales et continentales officielles uniquement.

Dernière mise à jour le 1 juillet 2025.
Enzo Sanga, né le 19 mai 1995 à Vichy (Allier), est un joueur français de rugby à XV. Il évolue au poste de demi de mêlée.

## Biographie

### Jeunesse et formation
Enzo Sanga naît le 19 mai 1995 à Vichy dans l'Allier,. Durant sa jeunesse, il est tout d'abord attiré par le basket-ball que son père pratique,. Par la suite, il découvre le rugby à XV à l'âge de huit ans au RC Clermont-Cournon, basé à Cournon-d'Auvergne dans la banlieue de Clermont-Ferrand, par l'intermédiaire d'un ami puis il rejoint l'AS AIA Lempdes de 2005 à 2006 et enfin l’école de rugby de l'ASM Clermont Auvergne à l'âge de douze ans,,. Il intègre ensuite le pôle espoir d'Ussel puis le centre de formation de l'ASM Clermont Auvergne,.

### Débuts professionnels à l'ASM Clermont Auvergne (2015-2017)
Au début de la saison 2015-2016, il fait ses débuts professionnels dès la première journée de Top 14 en tant que titulaire, à son poste de demi de mêlée, lors d'une victoire 44 à 6 sur le terrain du Stade rochelais,. Il profite notamment du départ à la Coupe du monde de Morgan Parra, ainsi que d'une blessure de ce dernier par la suite et également de Ludovic Radosavljevic en début de saison, pour obtenir un temps de jeu conséquent durant sa première saison professionnelle où il prend part à huit rencontres, dont trois en tant que titulaire, et inscrit son premier essai lors d'une victoire bonifiée 45 à 12 à l'extérieur contre le FC Grenoble,. En parallèle, il évolue avec les espoirs lorsqu'il n'est pas retenu avec l'effectif professionnel, il dispute notamment la finale du Championnat de France espoirs, où il est titulaire et capitaine, mais son équipe s'incline aux tirs au but contre leurs homologues de l'Union Bordeaux Bègles.
Néanmoins, malgré des débuts prometteurs lors de sa première saison, sa saison 2016-2017 n'est pas du même acabit, outre Morgan Parra, il est devancé dans la hiérarchie par Ludovic Radosavljevic et son concurrent chez les espoirs Charlie Cassang. Cette saison-là, il ne dispute qu'une seule rencontre avec le groupe professionnel et joue surtout avec l'effectif espoir,,. À l'issue de cet exercice, il remporte son premier titre de champion de France avec le club clermontois mais il ne dispute pas la finale face au RC Toulon,. Pendant la saison, il est annoncé qu'il quitte son club formateur à l'issue de la saison,, malgré la proposition de Franck Azéma de le conserver mais Sanga ne souhaite pas rester le quatrième choix dans la hiérarchie à son poste.

### Départ à Montpellier et gain de temps de jeu (2017-2020)
Finalement en juin 2017, il est annoncé qu'il rejoint le Montpellier Hérault Rugby entraîné par Vern Cotter, ancien entraîneur de l'ASM Clermont,. Il se retrouve en concurrence avec les expérimentés Ruan Pienaar et Benoît Paillaugue mais il accumule beaucoup de temps de jeu, notamment grâce aux blessures de ces derniers,, même s'il subit lui aussi une blessure durant la saison. Lors de la vingt-deuxième journée de Top 14, il inscrit son premier essai avec le Montpellier HR face au Castres olympique en étant positionné au poste inhabituel d'ailier après la blessure de son coéquipier Alexandre Dumoulin en cours de match. En fin de saison, il dispute les phases finales de Top 14 en tant que remplaçant mais n'entre pas en jeu lors de la finale perdue 29 à 13 contre le Castres olympique,. Au total, il est aligné sur vingt-cinq feuilles de matchs toutes compétitions confondues, étant titulaire à six reprises et entrant en jeu quatorze fois pour un essai marqué.
Lors de la saison 2018-2019, il est de nouveau beaucoup sollicité mais presque exclusivement dans un rôle de remplaçant, étant aligné à vingt-trois reprises, seulement deux titularisations en Coupe d'Europe et entrant en jeu dix-huit fois en Top 14.
Pendant la saison suivante, à la mi-janvier il a pris part à treize des dix-sept rencontres que son club à disputé, dont deux en tant que titulaire, son temps de jeu moyen a augmenté par rapport à ses deux saisons précédentes dans l'Hérault. Cependant, il n'est plus utilisé par la suite et le Top 14 est suspendu après la dix-septième journée puis finalement arrêté définitivement à la suite de la pandémie de Covid-19,. Étant en fin de contrat à l'issue de cette saison, son club annonce qu'il n'est pas conservé.

### Expérience rapide à Valence Romans en Pro D2, retour en Top 14 au CA Brive (2020-2023)
En juin 2020, il signe en Pro D2 pour le Valence Romans Drôme Rugby avec un contrat de deux saisons,,. Dès la première rencontre de la saison, il est titularisé afin d'affronter Colomiers Rugby. Pendant la saison, il a un statut de titulaire à son poste, il l'est à quinze reprises sur les dix-neuf matchs qu'il dispute. Fin mai, à l'issue de la saison, son club est relégué en Nationale, il est annoncé qu'il n'honore pas sa deuxième année de contrat et quitte donc le club.
Début juin 2021, il rejoint finalement le CA Brive et fait donc son retour en Top 14. Pour sa première saison en Corrèze, il est le troisième choix à son poste derrière Vasil Lobzhanidze et Paul Abadie, il profite notamment des blessures de ces derniers lors de la deuxième partie de saison pour engranger du temps de jeu après avoir été lui aussi perturbé par des problèmes physiques en début de saison,. Au total, il n'est titularisé qu'à six reprises sur les seize matchs qu'il dispute cette saison-là.
La saison suivante le voit reculer dans la hiérarchie avec les débuts très prometteurs des jeunes Léo Carbonneau et Mathis Ferté, si bien qu'un départ en cours de saison est envisagé mais le président du CA Brive Simon Gillham annonce finalement qu'il reste au club jusqu'à l'issue de l'exercice en cours,,. Alors qu'il n'a disputé que dix rencontres pendant cette saison, seulement deux comme titulaire, il est annoncé qu'il fait son retour dans son club formateur de l'ASM Clermont Auvergne après cette saison pour un contrat de deux ans,.

### Retour dans sa région natale et dans son club formateur (2023-2025)

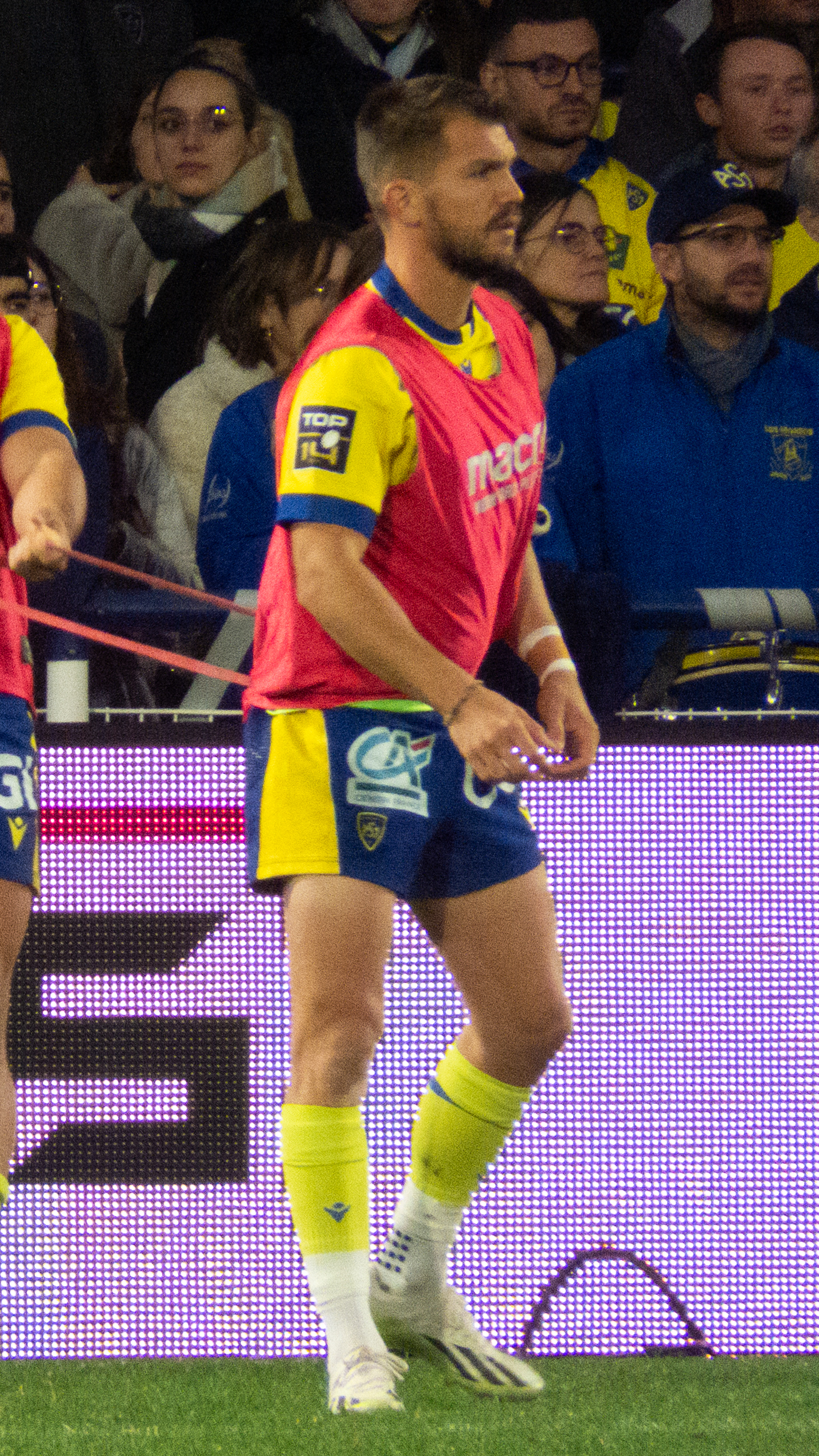
Enzo Sanga sous le maillot clermontois pendant la saison 2023-2024.

Pour son retour en Auvergne, il se retrouve troisième dans la hiérarchie des demis de mêlée pour la saison 2023-2024 à la suite du prêt de Kévin Viallard au Stade montois et de la présence de Sébastien Bézy et de Baptiste Jauneau. Il rejoue avec l'ASM Clermont à l'occasion de la troisième journée de Top 14 face au Stade rochelais en tant que remplaçant. Début décembre, il subit une entorse de la cheville face au Racing 92 et est annoncé opérationnel en février,, mais est toujours absent en mars à cause de sa cheville.

## Palmarès
- Finaliste du Championnat de France espoirs en 2016 avec l'ASM Clermont.
- Vainqueur du Championnat de France en 2017 avec l'ASM Clermont.
- Finaliste du Championnat de France en 2018 avec le Montpellier HR.